# طرح‌های ناحیه‌ای
طرح‌های ناحیه‌ای یک دسته از طرح‌های شهرسازی و معماری ایرانی می‌باشند که به دو گروه اصلی تقسیم می‌شوند:

## طرح ناحیه‌ای
طرح توسعه و عمران (جامع) ناحیه‌ای در اجرای وظایف محول شده در قانون تغییر نام وزارت آبادانی و مسکن به وزارت مسکن و شهرسازی و تعیین وظایف آن - مصوی ۱۳۵۳- و تصویبنامه شماره ۷۰۹۷۱/ت۴۰۷ ه مورخ ۵/۱۱/۱۳۷۳ هیات وزیران، به منظور تدوین سیاست‌ها و ارائه راهبرد‌ها در زمینه هدایت و کنترل توسعه و استقرار مطلوب مراکز فعالیت، مناطق حفاظتی و همچنین توزیع متناسب خدمات برای ساکنان شهر‌ها و روستا‌ها در یک یا چند شهرستان که از نظر ویژگی‌های طبیعی و جغرافیایی همگن بوده و از نظر اقتصادی، اجتماعی و کالبدی دارای ارتباطات فعال متقابل باشند، تهیه می‌شود.

## طرح مجموعه شهری
این طرح بر اساس مصوبه شماره ۹۸۶۰/ت ۱۵۳۱۱/ه مورخ ۱۳/۸/۱۳۷۴ هیئت وزیران برای شهرهای بزرگ و شهرهای اطراف آن‌ها تهیه می‌شود.